# Waru (Waru)
Waru is een bestuurslaag in het regentschap Sidoarjo van de provincie Oost-Java, Indonesië. Waru telt 9784 inwoners (volkstelling 2010).